# Especiação alopátrica

Comparação dos tipos de especiação: alopátrica, peripátrica, parapátrica e simpátrica.

Especiação alopátrica (do grego allos, "outro" + patrã, pátria), também conhecida como especiação geográfica, é o fenômeno que acontece quando grandes populações biológicas ficam fisicamente isoladas por uma barreira externa e desenvolvem isolamento reprodutivo interno (genético), de tal modo que, se depois a barreira desaparecer, indivíduos das populações já não podem se cruzar. Quando existe o livre fluxo gênico entre as populações de uma espécie, a coesão genética da espécie é mantida. Com o aparecimento de barreiras geográficas, como o surgimento de um rio, o aumento da densidade arbórea de uma floresta ou a formação de uma cadeia de montanhas, o fluxo gênico entre duas subpopulações é interrompido e as mudanças adquiridas por mutações, recombinação e seleção podem se acumular diferentemente entre as subpopulações, levando ao isolamento reprodutivo e à especiação. O isolamento reprodutivo evolui, portanto, como subproduto da divergência entre populações geograficamente afastadas.
Biólogos evolutivos concordam que a alopatria é a forma mais comum de especiação. Em contraste, a frequência dos outros tipos de especiação, tal como especiação simpátrica, parapátrica e peripátrica, é ainda debatida. A especiação alopátrica é fortemente suportada pela “lei da distribuição”: para uma dada espécie de uma região, a espécie mais próxima relacionada a ela tem baixa probabilidade de ser encontrada na mesma região ou em regiões muito distantes, mas existe uma alta probabilidade de ser encontrada em alguma região próxima separada da primeira por algum tipo de barreira.
Pensa-se geralmente que a evolução de isolamento reprodutivo é um produto secundário da divergência genética de outros atributos, particularmente de mudanças adaptativas que evoluem através da seleção natural em resposta às condições ambientais que são diferentes em áreas geográficas separadas. Ernst Mayr, um biólogo evolutivo e famoso proponente da especiação alopátrica, propôs a hipótese que mudanças genéticas adaptativas que se acumulam entre populações alopátricas causam epistasia negativa nos híbridos, provocando esterilidade ou inviabilidade.

## Tipos de isolamento geográfico

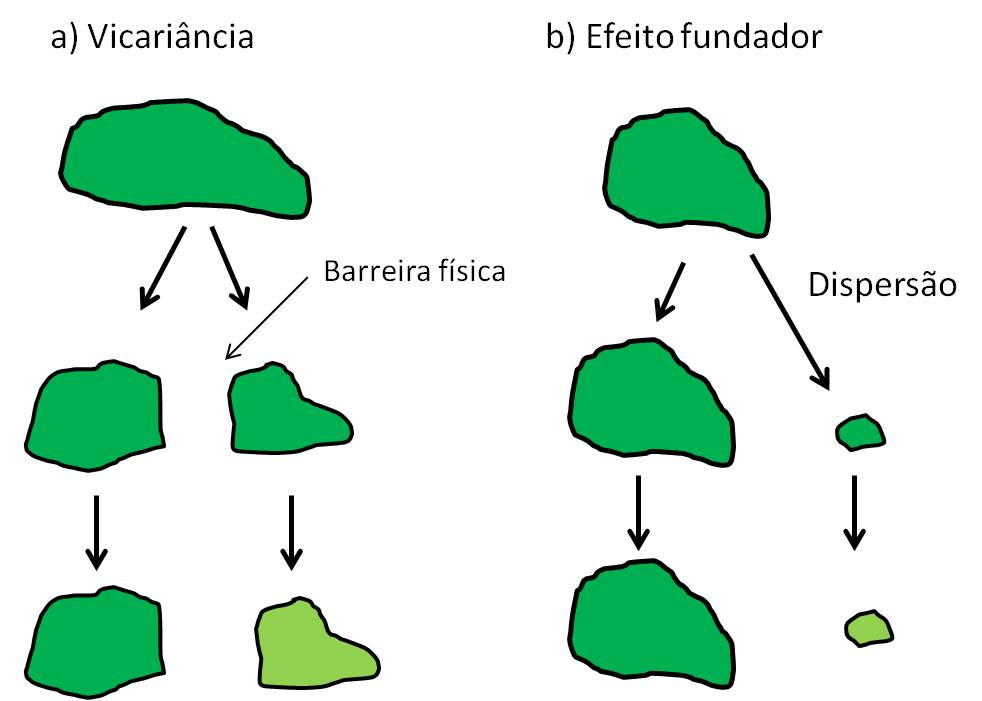
Esquema de vicariância e efeito fundador

O isolamento geográfico entre populações de uma espécie pode ocorrer por eventos de vicariância ou eventos fundadores. Portanto a especiação alopátrica pode ocorrer quando uma espécie se subdivide em duas populações grandes que se tornam isoladas pelo surgimento de uma barreira física  (dicopatria ou especiação por vicariância) ou quando um pequeno número de indivíduos coloniza um novo habitat na periferia da área geográfica da espécie (especiação peripátrica). Este é um modo pelo qual ilhas oceânicas podem ser colonizadas. A especiação peripátrica é, portanto, um tipo de especiação alopátrica, que se dá por eventos de dispersão e pode ser consideravelmente mais rápida do que em eventos vicariantes. Como a seleção natural é uma força evolutiva poderosa em populações grandes, evolução adaptativa provavelmente causa as mudanças genéticas que resultam no isolamento reprodutivo na especiação por vicariância. No entanto, as mudanças genéticas que ocorrem dentro do isolado periférico na especiação peripátrica são mais controversas.
Os proponentes da especiação peripátrica defendem que o pequeno tamanho da população no isolado periférico permite a deriva genética, que pode ser uma força mais poderosa que a seleção natural em populações pequenas, para desconstruir genótipos complexos, permitindo a criação de combinações genéticas novas. Portanto, especiação pode ocorrer por uma divergência gradual, como acontece em processos vicariantes, ou por revolução genética em função do efeito fundador, nesse caso a deriva genética desestabiliza um complexo gênico adaptado moldando um novo que é incompatível com o ancestral.  As duas formas não precisam necessariamente ser mutuamente exclusivas; na prática, isolamento passivo ou fragmentação assim como a dispersão ativa parecem ter um papel em muitos casos de especiação. A especiação alopátrica pode ocorrer ainda quando populações intermediárias de uma espécie são extintas, deixando os extremos separados entre si; com o tempo, as populações geograficamente distantes são incapazes de se reconhecer como a mesma espécie.

## Mecanismos de Isolamento Reprodutivo
Os mecanismos responsáveis pelo isolamento reprodutivo podem ser pré-zigóticos – onde os zigotos não chegam a serem formados, ou pós-zigóticos – onde a prole é inviável ou estéril . O isolamento reprodutivo (tanto pré- quanto pós- zigótico) pode ocorrer de diferentes maneiras:

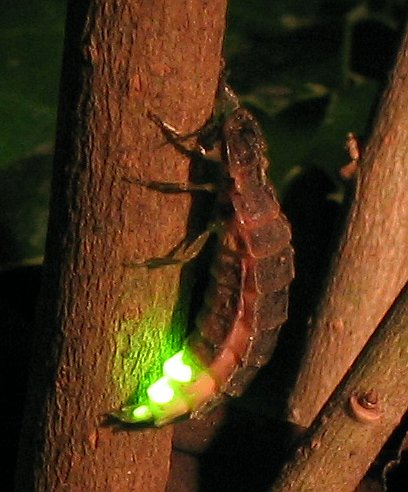
Espécie de Lampyris noctiluca conhecida como Pirilampo, não são capazes de reconhecerem os sinais de acasalamento de outros espécies de pirilampos, e como resultado geralmente não há cruzamentos.

### Pré-Zigótico
- Isolamento estacional ou temporal: as espécies possuem épocas de acasalamento ou florescimento em estações diferentes;
- Isolamento etológico: rituais de acasalamento são diferentes entre as espécies, em espécies diferentes a atração sexual é fraca ou ausente;
- Isolamento ecológico ou de habitat: espécies relacionadas que vivem em uma mesma região, porém em habitats diferentes (diferentes microambientes);
- Isolamento mecânico: falta de correspondência entre as genitálias ou órgãos florais que impede a cópula ou transferência de pólen;
- Isolamento gamético: incompatibilidade entre os gametas de espécies diferentes, que podem não se atrair mutuamente ou serem inviáveis nos dutos sexuais ou estigmas/estiletes de outras espécies;
- Isolamento por polinizadores diferentes: espécies de plantas podem ser especializadas em atrair polinizadores diferentes.

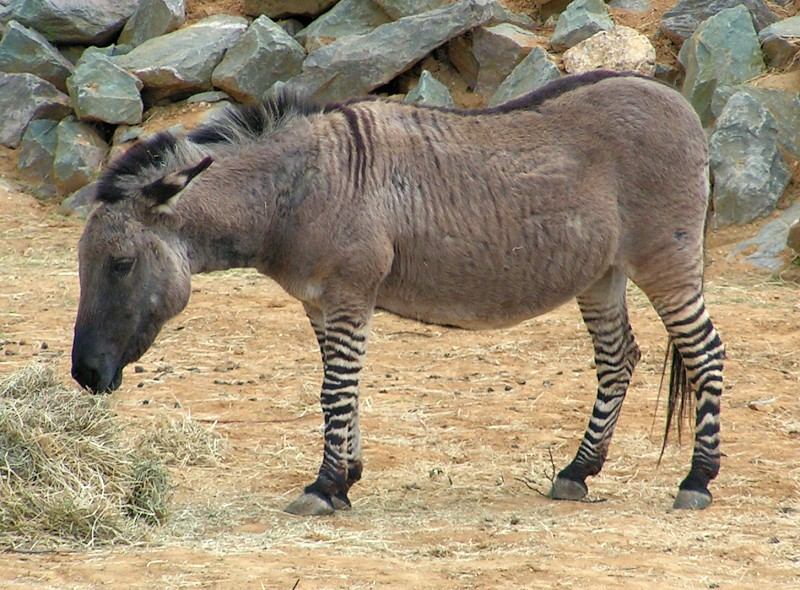
Zebrasno, híbrido entre uma zebra e um asno.Pode ser encontrado naturalmente na África do Sul, sendo geralmente infértil.

### Pós-Zigótico
- Inviabilidade do hibrido: os zigotos híbridos formados são inviáveis ou têm viabilidade reduzida;
- Esterilidade do híbrido: os híbridos são incapazes de formarem gametas funcionais de um ou ambos os sexos;
- Desmoronamento do híbrido: híbridos retrocruzados têm viabilidade ou fertilidade aumentada.

### Como surge o isolamento reprodutivo?

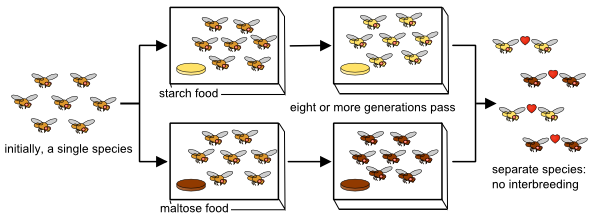
Especiação alopátrica em moscas-da-fruta.

Estudos em laboratório e observações biogeográficas têm demonstrado evidências de que quando duas populações que estão geograficamente separadas estão evoluindo diferentemente (ou seja, genes diferentes estão sendo fixados), o isolamento reprodutivo também evolui entre essas populações, comprovando que o isolamento reprodutivo evolui como um subproduto da divergência entre as populações alopátricas. Um exemplo está no experimento de Dodd   com drosófilas, no qual se verificou o surgimento de isolamento pré-zigótico entre populações de Drosophila pseudoobscura mantidas em meios nutritivos diferenciados à base de amido ou maltose. Após várias gerações, as populações mantidas nesses meios nutritivos desenvolveram diferenças detectáveis nas enzimas digestivas como adaptações aos recursos diferenciados. E quando machos e fêmeas dessas populações foram colocados em contato, observou-se que houve preferência de acasalamento entre moscas de “amido” com parceiros de “amido” e entre moscas de “maltose” com parceiros de “maltose”, demonstrando que algum isolamento pré-zigótico havia evoluído. Dessa forma o isolamento reprodutivo não está sendo selecionado diretamente, mas sim surge como uma consequência no evento de divergência das populações dirigidas pela seleção para adaptações a diferentes dietas.
A maneira pela qual a seleção de um caráter relacionado com uma adaptação ecológica pode influenciar geneticamente o aparecimento de caracteres relacionados com o isolamento pré-zigótico envolve pleiotropia e efeito carona. Na pleiotropia um gene influencia mais de uma característica fenotípica no organismo, sendo assim, na seleção de um caráter para uma adaptação ecológica o gene selecionado também pode influenciar no comportamento reprodutivo. É o que parece ocorrer com os tentilhões de Darwin: a forma do bico nessas aves pode mudar em função da dieta (bicos grandes - sementes maiores, bicos pequenos - sementes menores), no entanto a forma do bico também pode influenciar no canto das aves e mudanças no canto afetam o acasalamento.
O efeito carona se dá quando genes “pegam carona” em genes ligados selecionados, ou seja, a seleção de um gene em um locus pode levar ao aumento da frequência de genes em loci ligados. Da mesma forma que na pleiotropia, o isolamento reprodutivo pré-zigótico poderia surgir como consequência da seleção de uma característica adaptativa.
Geralmente os experimentos avaliam a evolução do isolamento pré-zigótico e não do pós-zigótico. Mas, o isolamento pós-zigótico pode evoluir assim como o pré-zigótico, em populações separadas geograficamente.
Mas como teria surgido o isolamento pós-zigótico? Como a incapacidade de gerar híbridos viáveis ou a incapacidade dos híbridos de gerar descendentes férteis poderia evoluir? Uma explicação genética para o isolamento pós-zigótico seria a de mudanças em um locus, porém essa explicação se mostra improvável pois é incompatível com a seleção natural . No isolamento pós-zigótico o híbrido possui um baixo valor adaptativo. Suponha  que duas espécies 1 e 2,  possuem genótipos Aa e aa respectivamente, e que o híbrido Aa é inviável. Um possível genótipo da espécie ancestral seria AA, que permaneceu na espécie 1, porém na espécie 2 o alelo a é mais vantajoso, e teria surgido por mutação no ancestral AA, criando um heterozigoto Aa. No entanto o  genótipo heterozigoto é letal, o que impediria a fixação do alelo a  na espécie 2, gerando um paradoxo. O isolamento pós-zigótico provavelmente surge geneticamente pela interação de múltiplos locis (epinastia) de acordo com a Teoria de Dobzhansky- Muller, que resolve o paradoxo do caso de apenas um locus . De acordo com essa teoria a interação entre genes de mais de um locus torna possível o desenvolvimento do isolamento pós-zigótico pela redução da aptidão dos híbridos. Suponha que o genótipo para dois locis no ancestral das espécies 1 e 2 tenha sido AABB, com a separação em duas populações alopátricas houve o surgimento de um novo alelo a na população 2, este alelo por ser vantajoso se fixou nesta população que evoluiu de AaBB para o genótipo aaBB. Já no contexto da espécie 1 a mudança no alelo B para b é mais vantajosa e através da seleção acaba levando ao genótipo AABb  e depois ao genótipo AAbb. Completada a especiação, quando estas duas espécies se encontram, os híbridos que são duplos heterozigotos (AaBb) não serão viáveis, como o genótipo heterozigoto em ambos os locus nunca aparecera antes, não há o paradoxo que ocorre em um único loci. Para que haja inviabilidade é necessária a interação entre os genes de ambos os locus.

## Evidências da Especiação Alopátrica

### Ilhas Galápagos
Um exemplo famoso de especiação alopátrica são os tentilhões das ilhas Galápagos descritos por Charles Darwin. Acredita-se que todas as espécies derivaram de uma espécie ancestral, o tízio que se dispersou colonizando o arquipélago. Repetidos episódios de colonização ocorreram e através do isolamento as populações divergiram nas ilhas ocupadas produzindo cinco gêneros e treze espécies. No entanto, hoje algumas espécies (em torno de 10) coexistem em certas ilhas o que demonstra o total isolamento entre as espécies, que não apenas desenvolveram comportamentos reprodutivos diferenciados que impedem a hibridização, como também evoluíram para mudanças na morfologia e no comportamento ecológico, como a forma e tamanhos diferenciados dos bicos e a diversidade de dietas. Como já exposto acima, prováveis mudanças selecionas em resposta ao ambiente podem gerar como subproduto o isolamento reprodutivo pré-zigótico entre populações isoladas, o que envolve mecanismos como a pleotropia e efeito carona, sendo o primeiro, uma possível explicação no caso dos tentilhões de Galápagos, relacionando tipo de bico com a dieta e o canto desses animais.

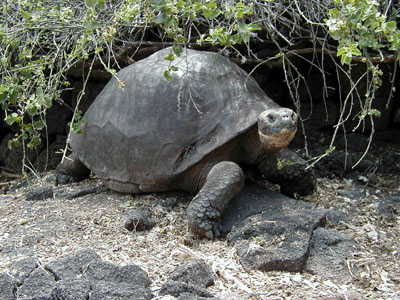
Tartaruga-Gigante de Galápagos

Outro exemplo de especiação alopátrica, embora em um estágio diferente dos tentilhões, é o das tartarugas gigantes de Galápagos. Existem populações diferentes dessas tartarugas nas grandes ilhas do arquipélago, que provavelmente evoluíram a partir de um ancestral comum que se dispersou pelas ilhas. A divergência morfológica entre as populações observada por Darwin é clara e está relaciona com a adaptação aos ambientes diferenciados das ilhas. Em ilhas mais áridas, tartarugas evoluíram pescoços mais longos que permitem alcançar a vegetação de cactos mais altos que lhe servem de alimento. Já em ilhas mais úmidas, o formato do pescoço e casco são mais generalizados uma vez que se alimentam de vegetação rasteira. Apesar da clara divergência entre as populações de tartarugas gigantes, nenhumas das formas coexistem numa mesma ilha.

### Estudos de intercruzamento em laboratório
Embora a especiação alopátrica seja o processo envolvido na especiação de diferentes grupos, geralmente não tem como sabermos se populações separadas geograficamente evoluíram para o isolamento reprodutivo, porque essas populações simplesmente não tem a oportunidade de se encontrarem. Porém, alguns estudos são realizados por biólogos que trazem amostras de certas populações isoladas para testar o intercruzamento em laboratório. Pesquisas desse tipo em espécies de plantas podem testar o isolamento pós-zigótico, “forçando” o cruzamento entre as populações. Um exemplo é o estudo realizado com a flor californiana Streptanthus glandulosas , que possui uma distribuição descontínua com várias populações localizadas em lugares com solos ricos em serpentina que são encontrados em áreas bem definidas. Flores de indivíduos de diferentes populações foram cruzadas e o grau de viabilidade do pólen da prole híbrida foi medido, o resultado demonstrou que o cruzamento entre indivíduos mais próximos produziam híbridos férteis e à medida que as populações iam se distanciando também aumenta a infertilidade dos híbridos. Experimentos como esse também tem sido feito com animais para medir o isolamento pré-zigótico entre indivíduos de populações distantes. E um conjunto de evidências tem se acumulado demonstrando que o isolamento reprodutivo evolui em populações geograficamente distantes.

### Espécies em anel

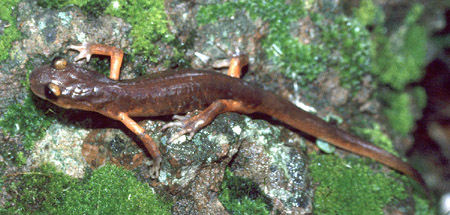
Salamandra da Califórnia Ensatina eschscholtzii

Como exposto acima, existe uma dificuldade em documentar o isolamento reprodutivo entre espécies geograficamente distantes e que não se encontram naturalmente, no entanto uma condição excepcional ocorre com o fenômeno da espécie em anel, onde populações distantes acabam entrando em contato naturalmente. O exemplo mais conhecido é o das salamandras da Califórnia Ensatina eschscholtzii que se distribuem ao longo do vale de San Joaquin no sul da Califórnia se encontrando no extremo sul na altura do condado de San Diego. Acredita-se que inicialmente se tratava de uma única espécie que vivia mais ao norte, duas correntes de populações dessa espécie seguiram para o sul dividindo-se em dois ramos um de cada lado do vale. As populações costeiras evoluíram para um padrão de cores levemente pigmentado e sem manchas, já nas populações do interior evoluíram para um padrão manchado. Em vários pontos da distribuição dessas populações ocorre o encontro entre indivíduos das duas formas que são capazes de gerar híbridos férteis, o que indica que nessas áreas elas não divergiram o suficiente para serem consideradas duas espécies diferentes. Porém, mais ao sul, no condado de San Diego as duas linhagens estão tão diversificadas que são facilmente reconhecidas como espécies diferentes, sendo incapazes de intercruzarem, fechando o anel. As espécies em anel constituem, portanto uma clara evidência de que a divergência genética pode se elevar ao ponto de gerar duas espécies, pois nesse tipo de situação os extremos da distribuição se encontram e podem provar a ocorrência do isolamento reprodutivo na natureza.

### Registro fóssil
Em relação ao registro fóssil, ele geralmente é muito incompleto para esclarecer se a especiação pode ter sido alopátrica ou não, geralmente envolve uma contribuição mais indireta com base na distribuição das comunidades e no clima do passado.

### Especiação em peixes no Distrito Federal
Em 2008 pesquisadores da UnB encontraram 12 espécies novas de peixes, algumas delas endêmicas para o parque nacional de Brasília. Sendo que algumas dessas espécies são restritas às cabeceiras dos rios, e que devido ao isolamento geográfico delas por não serem capazes de se deslocar pelos diversos trechos dos rios da região devem ter feito com que essas populações sofressem especiação alopátrica com o passar de milhares de anos.